# Cestrum angustifolium
Cestrum angustifolium är en potatisväxtart som beskrevs av Francey. Cestrum angustifolium ingår i släktet Cestrum och familjen potatisväxter. Inga underarter finns listade i Catalogue of Life.